# L'estrella del sud
L'estrella del sud (títol originale anglès: The Southern Star i en francèsː L'Étoile du sud) és una pel·lícula de comèdia d'aventures de 1969 dirigida per Sidney Hayers i protagonitzada per George Segal, Ursula Andress i Orson Welles. Està doblada al català.
Es va basar en la novel·la de 1884 L'Étoile du sud de Jules Verne. Les escenes inicials de la pel·lícula van ser dirigides de manera anònima per Orson Welles, l'última vegada que dirigiria escenes de la pel·lícula d'un altre director.

## Argument
El 1912 a l'l'Àfrica occidental francesa, el magnat del diamant Kramer contracta el caçador de fortunes estatunidenc Dan Rockland, que es fa passar per geòleg. Quan es troba un diamant enorme, tothom el vol robar.

## Repartiment
- George Segal com Rockland
- Ursula Andress com Erica Kramer
- Orson Welles com Plankett
- Ian Hendry com Karl
- Johnny Sekka com Matakit
- Michel Constantin com Jose
- Georges Géret com Andre
- Sylvain Levignac com Louis
- Charles Lamb com Todd
- Guy Delorme com Michael
- Harry Andrews com Kramer

## Producció
L'abril de 1968 es va anunciar que Orson Welles s'uniria al repartiment. La pel·lícula va ser rodada als Pinewood Studios i les escenes locals al Senegal, en versions en anglès i francès.

## Recepció

### Taquilla
La pel·lícula va ser la 18a pel·lícula més popular a la taquilla del Regne Unit el 1969.

### Crítica
El New York Times va escriure: "La pel·lícula evoluciona com una persecució idiota i acampada pel país boscós del Senegal, on es va rodar amb bonics tons pastís... El senyor Welles, semblant a Buda, menjant whisky, parlant en un accent pseudo-Cockney i la transpiració amb un vestit de caçador blanc, s'afegeix amb mandra. "Se suposa que et prenen el pel", explica el Sr. Segal a la senyoreta Andress mentre posa una trampa per als seus perseguidors. "L'Estrella del Sud" fa precisament això, fins i tot si ho és. No és prou divertida durant gran part del viatge."
El Los Angeles Times va dir que la pel·lícula "la interpreta sàviament per riure" i "no estava especialment ben feta".
ElRadio Times va assenyalar una "aventura africana magníficament fotografiada filmada en autèntics llocs senegalesos, però, per desgràcia, amb la maledicció de la coproducció internacional. El subestimat editor convertit en director Sidney Hayers intenta reunir la trama inspirada en Juli Verne i un repartiment que a la vora del absurd, encapçalat per George Segal (molt urbà per a aquest tipus de travessa), la encantadora Ursula Andress i el gran Orson Welles, que òbviament necessitava els diners britànics, Ian Hendry i Harry Andrews dignitat per a un embolic que no està segur de si és comèdia o aventura o ambdues coses, però està bé, tanmateix".